# 阻礙主義
阻礙主義（英語：Handicapism）是一個社會學用的專有學術名詞。其用來形容某理論或行為造成對於部分人士有不公平之待遇、歧視與壓迫，好比種族歧視主義、沙文主義。這類的待遇通常是給與某些特定的社會族群形式上與實質物質上分配的阻礙、歧視，而這種不公平的待遇通常發生在身心障礙者上較多。該主義造成的原因為：非身心障礙者對於身心障礙者偏見造成其心理對於此類人員標籤化，使其個人行為上對於他們會有不公平待遇與歧視。然而這些不公平的待遇與歧是會造成身心障礙人士實質生活上的不便外，對他們的心理狀態會產生相當的影響。

## 迷思
下列是阻礙主義者的偏見：
- 他們像小孩般無法自主生活。
- 他們永遠都是需要受到幫助的那群人。
- 由於他們的殘缺與障礙，因此他們的權益不須被重視，是為劣質的公民。
- 由於他們的殘缺，因此對與整體勞動市場的效率不會有增加的效果。
- 他們是一群既可悲、痛苦又可憐的人。
- 他們與「同類」的人接觸會感到比較自在，因此身為非他們的「同類」我們不需要、不必要接觸他們。
- 雖然他們某方面有障礙，不過他們應該擁有其他的性能。

## 影響
下列是阻礙主義者所產生的行為：
- 避開、不接觸遭歧視族群。
- 在無身心障礙者的公共場所中大肆批評、歧視遭歧視的族群。
- 在與他們溝通與接觸時直接稱呼名字，並不會在後銜接「先生」或「小姐」等敬詞。
- 對於他們的殘缺感到不可思議。
- 對於特定種族如：非洲裔或猶太人有相當的偏見。
- 對於特定的性別有相當的偏見。